# Sabine Petry
Sabine Petry (* 8. Mai 1979 in Darmstadt) ist eine ehemalige deutsche Basketballspielerin.

## Werdegang
Petry, die 1992 deutsche Jugendmeisterin im Fünfkampf wurde, spielte Basketball bei der SG Weiterstadt, in der Saison 1994/95 weilte sie am Basketball-Teilzeit-Internat Langen und gehörte in derselben Spielzeit der Langener Damenmannschaft in der 2. Bundesliga an.
1995/96 weilte sie an der Gladstone High School im US-Bundesstaat Oregon, gehörte den Schulauswahlen im Basketball und in der Leichtathletik an. In Deutschlands höchster Spielklasse, der Damen-Basketball-Bundesliga, war die 1,89 Meter große Innenspielerin mit der DJK Aschaffenburg vertreten und bestritt mit dem Verein auch Einsätze in den europäischen Wettbewerben Rochetti-Cup sowie Euroleague. Petry spielte von 1996 bis 1998 für Aschaffenburg. 1997 und 1998 wurde sie mit der DJK jeweils Zweite der deutschen Meisterschaft.
Petry nahm 1995 mit der Auswahl des Deutschen Basketball-Bundes an der U16-Europameisterschaft teil. In der Vorbereitung auf die Damen-EM 1995 wurde sie von Bundestrainer Bernd Motte in das erweiterte Aufgebot der deutschen Basketballnationalmannschaft der Damen berufen. Ein A-Länderspiel bestritt Petry aber nicht.
2003 schloss sie an der Johann Wolfgang Goethe-Universität Frankfurt am Main ein Studium im Fach Biochemie ab. 2007 wurde an der britischen University of Cambridge ihre Doktorarbeit an genommen. Petry ging in die Vereinigten Staaten, wo sie an Forschungseinrichtungen tätig wurde. 2013 ging sie an die Princeton University, an er sie 2020 assoziierte Professorin im Fachbereich Molekularbiologie wurde.